# Jan Korzonek
Jan Korzonek (?-?) – powstaniec śląski.
Ukończył szkołę powszechną w Bytomiu. Następnie pracował jako górnik. Podczas I wojny światowej służył w armii niemieckiej. Po powrocie do kraju jako ochotnik służył w 1 pułku strzelców bytomskich Wojska Polskiego (maj 1919 - kwiecień 1921). Po rozwiązaniu jednostki powrócił na Górny Śląsk - gdzie skierowany został na teren powiatu raciborskiego do prac organizacyjnych Polskiej Organizacji Wojskowej Górnego Śląska. Podczas III powstania śląskiego służył jako plutonowy w 6 lubomskiej kompanii 2 baonu 4 pułku strzelców raciborskich. Po śmierci Wilhelma Grzybka 7 czerwca 1921 mianowany sierżantem objął jej dowództwo.